# Ri Su-yong
Ri Su-yong (Koreaans: 리수용; 15 juni 1940) was van 2014 tot 2016 minister van Buitenlandse Zaken van Noord-Korea.

## Biografie
Ri werd geboren op 15 juni 1940 en studeerde aan de Universiteit voor Internationale Betrekkingen, waar hij zich richtte op de Franse taal. Hij liep school met Kim Jong-il, de latere leider van Noord-Korea. Gedurende zijn carrière onderhield hij een nauwe band met Kim en diens familie. Zo was hij verantwoordelijk voor Kims bankrekeningen in Zwitserland en werd hij een mentor voor Kims kinderen Kim Jong-un en Kim Yo-jong, toen deze in Zwitserland woonden en studeerden.
Ri startte zijn diplomatieke carrière in enkele Noord-Koreaanse ambassades in Afrika. Hij was Permanent Vertegenwoordiger van Noord-Korea bij de Verenigde Naties in Genève in de jaren tachtig, en Noord-Koreaans ambassadeur in Zwitserland in de jaren negentig. In april 2014 werd hij benoemd tot minister van Buitenlandse Zaken. Tijdens het zevende congres van de Noord-Koreaanse Arbeiderspartij werd hij gekozen tot vice-voorzitter en lid van het politburo. Tijdens de vijfde sessie van de dertiende Opperste Volksvergadering werd hij gekozen tot voorzitter van de diplomatieke commissie.